# Jodie Stimpson
Jodie Stimpson (Oldbury, 7 de febrero de 1989) es una deportista británica que compitió en triatlón.
Ganó una medalla de plata en el Campeonato Mundial de Triatlón de 2013, una medalla de oro en el Campeonato Mundial de Triatlón por Relevos Mixtos de 2011 y una medalla de bronce en el Campeonato Europeo de Triatlón de 2015.

## Palmarés internacional
| Campeonato Mundial                    | Campeonato Mundial    | Campeonato Mundial | Campeonato Mundial |
| Año                                   | Lugar                 | Medalla            | Prueba             |
| ------------------------------------- | --------------------- | ------------------ | ------------------ |
| 2013                                  | Londres (Reino Unido) | Medalla de plata   | Individual         |
| Campeonato Mundial por Relevos Mixtos |                       |                    |                    |
| Año                                   | Lugar                 | Medalla            | Prueba             |
| 2011                                  | Lausana (Suiza)       | Medalla de oro     | Relevo mixto       |
| Campeonato Europeo                    |                       |                    |                    |
| Año                                   | Lugar                 | Medalla            | Prueba             |
| 2015                                  | Ginebra (Suiza)       | Medalla de bronce  | Relevo mixto       |